# Apoclausirion nigricorne
Apoclausirion nigricorne là một loài bọ cánh cứng trong họ Cerambycidae.